# نادي ويسكا
النادي الرياضي ويسكا أو النادي الرياضي وشقة (بالإسبانية: Sociedad Deportiva Huesca.) نادي كرة قدم إسباني من مدينة وشقة يلعب في الدوري الإسباني الدرجة الثانية. تم تأسيس النادي في سنة 1960.